# سد قوچ‌پلنگ
سد قوچ‌پلنگ که به بزرگ‌ترین سازه آبی در شهرستان کاشمر، استان خراسان رضوی معروف است در شمال روستای قوچ‌پلنگ واقع شده است. این سد در سال ۱۳۸۱ ساخته و به بهره‌برداری رسید. آب جمع شده در این سد حاصل بارندگی‌های طول سال است و برای آبیاری باغ‌ها و زمین‌های کشاورزی روستاهای بخش فرح‌دشت این شهرستان هدایت می‌شود و مورد استفاده قرار می‌گیرد.

## عمق سد
عمق این سد در بعضی نقاط تا ۱۵ متر هم می‌رسد و درختان سرسبزی که در اطراف این سد وجود دارد به زیبایی طبیعت آن افزوده است.